# Szádeczky-Kardoss Samu
Szádeczky-Kardoss Samu (szádecsnei és kardossfalvy Szádeczky-Kardoss Sámuel, Kolozsvár, 1918. január 21. – Szeged, 2004. november 10.) klasszika-filológus, egyetemi tanár. Nagybátyja Szádeczky-Kardoss Lajos.
Kutatási területei: a görög–római irodalom és történelem; a korai görög líra; Mimnermosz költészete; Polybios-kérdések; szociális megmozdulások a római császár korban és a késői antik világban; a délorosz sztyeppe, a Kárpát-medence és a Balkán népeinek története a késői és a korai középkori (főleg bizánci) források tükrében.

## Életpályája
Erdélyi református nemesi és tudós családból származott, édesapja Szádeczky-Kardoss Béla református teológiát végzett Budapesten, majd a kolozsvári egyetem magyar–történelem szakán doktorált. A trianoni békediktátum után Pozsonyba, majd Szegedre menekült a család. Szegeden az Egyetemi Könyvtár igazgatója volt az édesapa 1936-os nyugdíjazásáig. Édesanyja tanítónő volt, fiát ő készítette fel vizsgára az első négy elemi iskolában oktatott tantárgyakból.
Gimnáziumi tanulmányokat a szegedi Dugonics András Piarista Gimnáziumban folytatott 1927–1935 között, kiváló eredményeket ért el mind a humán, mind a reál tudományok terén.
1935-ben beiratkozott a szegedi Ferenc József Tudományegyetem történelem–latin szakjára, majd hamarosan felvette a görög szakot is. Legnagyobb hatással Förster Aurél nemzetközi hírű klasszika-filológus volt tanulmányaira és későbbi munkásságára, valamint Banner János, a Régészeti Intézet munkatársa, majd vezetője. Huszti József klasszika-filológus hívta őt Budapestre tanulni, de Szádeczky-Kardoss Samu Szegeden maradt. Fiatal éveiben nagyon szeretett sportolni, mint Nótári Tamás medievistának elbeszélte, több teniszpartit lejátszott Szent-Györgyi Alberttel. Újfalusi Németh Jenőnek meg azt mesélte el az 1960-as években, hogy egyetemista korában egész Európát bejárta kerékpárral.
Szegeden fejezte be egyetemi tanulmányait, 1940-ben kapta kézhez latin–görög szakos középiskolai tanári diplomáját. Európában már ekkor háború volt, a szegedi Ferenc József Tudományegyetem 1940. október 19-én visszaköltözött Kolozsvárra, Szádeczky-Kardoss Samu pártfogó tanára, Förster Aurél is Erdélybe ment tanítani kollégáival. 1941 februárjában követte őt Szádeczky-Kardos Samu, együtt oktatták a klasszika-filológiát. 1943-ban védte meg egyetemi doktori disszertációját Kolozsvárott. Sub auspiciis Gubernatoris avatták doktorrá, mivel mindvégig tiszta kitűnő tanuló volt.
A vesztes második világháború hamar elsodorta a kolozsvári magyar egyetemet, 1945-ben Szádeczky-Kardoss Samu visszatért a volt Ferenc József Tudományegyetem helyében megalapított Horthy Miklós Tudományegyetem, majd Szegedi Tudományegyetem Klasszika-filológiai Intézetébe, itt tanított és kutatott 1950-ig. 1950-től 1957-ig a Klasszika-filológiai Tanszék működését is szüneteltették, így az Ókori Történeti Tanszéken tanított tovább, 1952-től ő lett ott a tanszékvezető. 1952-ben a nyelvtudományok kandidátusa, 1963-ban az irodalomtudományok doktora tudományos fokozatot nyerte el. Az oktatói pályán 1950. december 1-jén egyetemi docensi, 1962. augusztus 1-jén egyetemi tanári kinevezést kapott. Mihelyt újból meg lehetett alapítani a Klasszika-filológiai Tanszéket, akkor azt szervezte újjá, s annak vezetője volt 1957–1988-ig. 1992-ben emeritálták. 2004-ben ragadta el a halál, a szegedi Belvárosi temetőben nyugszik.

## Munkássága
Számos egyetemi jegyzetet és tankönyvet kellett írnia, mert 1950-től már nem tanulhattak a diákok görög, római és bizánci történelmet és irodalmat a régi tankönyvekből. Tanulmányait, tudományos közleményeit nemcsak magyar, hanem francia, német, angol stb. nyelven is közreadta. Szerkesztői, lektori, kritikai tevékenysége is jelentős, s témavezetései a diákok körében. Számos kiváló tanítványa volt, köztük Kristó Gyula, Makk Ferenc, Olajos Terézia, Tar Ibolya, Galántai Erzsébet. Nem véletlen, hogy tanítványai közül kerültek ki az MTA Medievisztikai Csoport vezetői, így Kristó Gyula, majd Makk Ferenc.

## Művei (válogatás)
- Avar sírok Baktóban / Szádeczky-Kardoss Samu. Szeged : Ny.: Ablak György, 1948. 42 p. (Klny.: Alföldi Tudományos Gyűjtemény, 2.1946/1947)
- The name of the river Tisza. Budapest : Akad. Ny., 1954. pp. 77–115. (Klny.: Acta Antiqua Academiae Scientiarum Hungaricae)
- A bagauda mozgalmak Hispániában. Czuth Bélával. Budapest : Akadémiai Kiadó, 1956. Klny.: Antik Tanulmányok. pp. 175–180.
- Zur Vorgeschichte der wandalisch-alanischen Wanderung = A vandál-alán vándorlás előtörténetéhez. Szeged : Móra Ferenc Múzeum, 1956. pp. 31–35. (Klny.: Móra Ferenc Múzeum évkönyve.)
- Az Ilias 19. 83–84. sorának értelmezéséhez. Szeged : Szegedi Ny., 1961. pp. 151–152. (Klny.: In memoriam Gedeon Mészöly-emlékkönyv).
- Mimnermos : [1–3. köt. Nagydoktori disszertáció kéziratban, 1962. Lelőhely: ELTE Egyetemi Könyvtár]
- Mimnermos. Budapest : MTA, 1963. 31 p. (Doktori értekezés tézisei.)
- Zwei Beiträge zur Epigraphik und Literaturgeschichte / Samuel Szádeczky-Kardoss. Wien, [1964]. Klny.: Akte des IV. Internationalen Kongresses für griechische und lateinische Epigraphik, pp. 379–385.
- A magyar őstörténet és bizánci forrásai. Budapest : Akad. Ny., 1980. Klny.: Magyar Tudomány, 1980/5. sz. pp. 351–357.

### Az avar történelemről magyarul
- Az avar történelem forrásai I. /munkatársakkal: Borsos Márta [et al.]. Szeged : Magyar Őstörténeti Könyvtár, 1992. 252 p. ill. (Die Quellen der Awarengeschichte I.; Magyar őstörténeti könyvtár ; 5.) ISBN 963-481-884-6
- Az avar történelem forrásai II.: Az avar honfoglalás előzményei, lefolyása s feltételezhető elismerése Bizánc részéről. Budapest, 1979. Klny.: Archaeologiai Értesítő 106. évf. 1979/1. sz. pp. 94–102.
- Az avar történelem forrásai III.: Az avar-bizánci kapcsolatok alakulása a honfoglalás lezáródásától Sirmium elfoglalásáig. Budapest, 1979. Klny.: Archaeologiai Értesítő 106. évf. 1979/2. sz. pp. 231–244.
- Az avar történelem forrásai IV.: A balkáni és alpesi nagy avar-szláv előretörés első évtizede (582–592). 1. rész: Az 582-586/7 évek eseményei. Budapest, 1980. Klny.: Archaeologiai Értesítő 107. évf. 1980/1. sz. pp. 86–98.

### Avar történelemről németül, angolul
- Ein Versuch zur Sammlung und chronologischen Anordnung der griechischen Quellen der Awarengeschichte, nebst einer Auswahl von anderssprachigen Quellen / Samuel Szádeczky Kardoss ; Mitarb. Teréz Olajos. Szeged : JATE BTK, 1972. 140 p.(Acta Universitatis de Attila József Nominatae : Acta antiqua et archaeologica ; 16.) (Opuscula Byzantina ; 1.)
- Avarica : Über die Awarengeshichte und ihre Quellen / Samuel Szádeczky-Kardoss ; Mit Beiträgen von Therese Olajos.	Szeged : Univ., 1986. 279 p. (Acta Universitatis de Attila József Nominatae, 0324-6523) (Acta Antiqua et archaeologica, 0567-2751 ; 24. tom. Opuscula Byzantina, 0139-2751 ; 8.) ISBN 963-481-366-6
- The Avars. The Cambridge history of early Inner Asia. Cambridge, 1990.

### Szerkesztéseiből
- Auctores Latini egyetemi tankönyvsorozat szerkesztője (1967–)
- Acta Antiqua Academiae Scientiarum Hungaricae szerkesztőbizottsági tag (1970–)
- Cicero: De imperio Cn. Pompei : Pro lege Manilia / [főszerk. Szádeczky-Kardoss Samu ; [a szöveget gond., bev., jegyz. Maróti Egon] 2. kiad. Budapest : Tankönyvk., 1991. 86 p. (Ser. Auctores Latini ; 7.) ISBN 963-18-3246-5

## Tudományos tisztség
- MTA Klasszika-filológiai Bizottság (1954–)
- SZAB-tag (1965–2004)
- SZAB Nyelv- és Irodalomtudományi Szakbizottsági elnök (1974–1992)
- TMB Nyelvtudományi Szabizottsági tag (1966-tól néhány évig)

## Társasági tagság
- Magyar Ókortudományi Társaság (1958–2004)
- Kőrösi Csoma Társaság (1969–2004)

## Díjak, elismerések
- Sub auspiciis Gubernatoris (kitüntetéses doktorrá avatás) (1943)
- Az 1300 éves Bulgáriáért (1982)
- Ábel Jenő-emlékérem (1985)
- Munka Érdemrend arany fokozata (1988)

## Külső hivatkozások
- Nótári Tamás: Szádeczky-Kardoss Samu (1918–2004)
- Az avar történelem forrásai 1/4
- Az avar történelem forrásai 4/4[halott link]